# تپه هله ور
تپه هله ور مربوط به عصر آهن است و در شهرستان مشگین‌شهر، بخش مشکین شرقی، دهستان لاهورد، روستای انار واقع شده و این اثر در تاریخ ۲۶ اسفند ۱۳۸۷ با شمارهٔ ثبت ۲۵۸۰۷ به‌عنوان یکی از آثار ملی ایران به ثبت رسیده است.